# Tiêu Hồng
Tiêu Hồng (tiếng Trung: 蕭紅, 1911 - 1942) là bút hiệu của một nữ văn sĩ Trung Hoa và Hồng Kông.

## Lịch sử

### Cáp Nhĩ Tân (1911 - 1931)
Tiêu Hồng có những bút hiệu khác là Thiểu Ngâm (悄吟), Điền Đễ (田娣) và Linh Linh (玲玲), tác giả của nhiều tiểu thuyết, tản văn và thơ, là một người bất hạnh từ lúc ra chào đời cho đến khi nhắm mắt xuôi tay. Bị hầu hết mọi người trong gia đình ngược đãi, suốt đời sống lang thang, nghèo khổ bên lề xã hội, nạn nhân của một xã hội bất ổn định và nhất là của những người đàn ông trong đời, ba lần bị đàn ông bỏ rơi trong lúc hoạn nạn, và cuối cùng cũng chết bởi tay một người đàn ông khác.
Bà có bản danh Trương Nãi Oánh (張廼瑩), nhũ danh Vinh Hoa (榮華), tăng dụng danh Tú Hoàn (秀環), sinh ngày 2 tháng 6 năm 1911, tức bốn tháng trước Cách mạng Tân Hợi. Bà là con đầu lòng của một nhà địa chủ phú quý ở ngoại vi huyện Hô Lan, cách thành phố Cáp Nhĩ Tân khoảng 30 cây số về phía đông bắc, thuộc Tề Tề Cáp Nhĩ, nay là tỉnh Hắc Long Giang. Điểm đáng nói là các tài liệu chỉ viết về cuộc đời của Tiêu Hồng từ lúc ra chào đời đến năm 10 tuổi và từ năm 18 tuổi đến khi mất năm 31 tuổi; còn cuộc sống của Tiêu Hồng trong những năm 11-18 tuổi ngay chính nữ văn sĩ cũng không bao giờ viết hay kể cho ai hay, vì vậy không ai biết được những gì đã xảy ra với nữ văn sĩ trong thời gian 7 năm đó.
Tiêu Hồng đã gặp bất hạnh ngay từ thơ ấu, vì thế những gì đã xảy cho nữ văn sĩ trong thời gian này, nhất là tình cha con, tình gia đình, đã để lại một dấu ấn sâu sắc khó quên trong lòng Tiêu Hồng mà nữ văn sĩ sau này đã trải trên hàng trăm trang giấy trong nhiều trứ tác của mình.
Cha của Tiêu Hồng được đặc tả là người hết sức độc đoán, cay nghiệt, bủn xỉn, keo kiệt, hách dịch và ương ngạnh. Sau này trong quyển tiểu thuyết tự truyện Hô Lan Hà Truyện nữ văn sĩ đã kể rằng ông "bị lòng tham che mất tình người. Trong cách đối xử với kẻ ăn người ở, với chúng tôi con cái và ngay cả với ông nội chúng tôi, ông vừa độc ác vừa xa cách".
Mẹ của Tiêu Hồng cũng không khác gì. Trong truyện Gia Tộc Dĩ Ngoại Đích Nhân, nữ văn sĩ kể rằng bà rất sợ mẹ. Bà thường bị mẹ đánh chửi và có khi còn bị ném đá nữa. Theo lời Tiêu Hồng, mẹ bà là người "mặt mày dữ tợn, nói năng thô tục". Mẹ Tiêu Hồng mất năm Tiêu Hồng mới lên 9. Từ đó cha Tiêu Hồng lại càng thêm quá đáng, chửi mắng mọi người luôn mồm và hay cãi lại cha của ông. Sau ông lấy vợ khác và bà mẹ kế này cũng hành hạ Tiêu Hồng đủ điều.
Ngoài ra, khi Tiêu Hồng mới 3 - 4 tuổi thì mẹ ruột sinh một người con trai. Vì thế cha bà đã dồn hết tình thương vào đích tử này và bỏ rơi Tiêu Hồng. Tiêu Hồng thường bị cha đánh đập, khiến cho mội khi đi qua trước mặt cha, Tiêu Hồng sợ đến nổi gai ốc khắp người. Mỗi khi bị như vậy, Tiêu Hồng chỉ còn cách chạy trốn vào buồng ông nội tránh.
Quan hệ cha con giữa Tiêu Hồng và cha đã tạo nên nỗi cay đắng mà sau này nữ văn sĩ đã kể lại trong một số tác phẩm của mình và đồng thời cũng là nguyên nhân khiến Tiêu Hồng chống dối thái độ trọng nam khinh nữ và quy tắc hôn nhân do cha mẹ áp đặt của xã hội cổ truyền Trung Hoa.
Bà nội của Tiêu Hồng không khác con trai chút nào. Trước khi bà chết, năm Tiêu Hồng mới lên 6, bà không đối xử tử tế với Tiêu Hồng chút nào. Tiêu Hồng thường bị bà "lấy kim đâm ngón tay" (Hô Lan Hà Truyện). Ngay cả ông nội của Tiêu Hồng cũng bị bà quát mắng, cho là con người vô dụng, chẳng chịu làm gì, mà có trao cho làm việc gì cũng làm không nên thân, đến cả lau chùi mấy miếng đồ đồng gắn trên cỗ quan tài của bà cũng không được như ý bà. Hơn nữa, mỗi lần ông nội bị bà la mắng thì Tiêu Hồng cũng bị la mắng lây.
Ông nội là người duy nhất trong nhà thương yêu Tiêu Hồng. Trong Hô Lan Hà Truyện cũng như trong một vài bài tản văn khác, Tiêu Hồng viết về ông nội với tất cả tấm lòng thương yêu nồng nàn, kính mến vô cùng. Chẳng những ông đã đặt hết cả tình thương yêu lên đứa cháu gái độc nhất này mà còn nuôi dưỡng trong lòng Tiêu Hồng tình nhân loại, lòng yêu mến thiên nhiên, quí trọng chân, thiện và nhất là mỹ. Tiêu Hồng kể lại rằng ông nội là người duy nhất trong gia đình chống đối những bất công xã hội mà lắm khi Tiêu Hồng thấy khó hiểu và kinh sợ. Ông cũng là người đã dạy Tiêu Hồng học nữa.
Tình ông cháu này đã ảnh hưởng rất nhiều suốt đời Tiêu Hồng và nhất là những kỷ niệm về ông đã đem lại đôi chút vui vẻ cho Tiêu Hồng trong những năm cuối cùng cuộc đời nữ văn sĩ. Tuy ông chết lúc Tiêu Hồng mới ở tuổi đôi tám, nhưng nữ văn sĩ không bao giờ quên ông và những ngày được sống bên ông.
Vì bị bạc đãi, hành hạ trong gia đình nên từ năm 20 tuổi Tiêu Hồng đã thoát ly gia đình (sẽ đề cập tới trong một đoạn sau), sống lang thang đây đó và dù có đói có khát cũng nhất định không bao giờ quay trở về nhà nữa. Sự căm ghét gia đình của Tiêu Hồng còn được bộc lộ một lần trong lúc nữ văn sĩ chịu biết bao nhiêu đau khổ và túng quẫn, Tiêu-Hồng đã tình cờ gặp người em trai ở Ha-nhĩ-tân và khi người em năn nỉ chị về nhà, Tiêu Hồng đã tức giận nói: "Chị không thể về nhà đó. Chị không muốn được một người cha đối nghịch với chị nuôi nấng."
Năm 1920, Tiêu Hồng theo học lớp 1 sơ tiểu ở trường Ất Chủng Nông nghiệp Tiểu học (nay đổi tên là Tiêu Hồng tiểu học hiệu) ở thành Nam trấn Hô Lan. Năm năm sau, Tiêu Hồng chuyển sang học tại Khuyến Học tiểu học hiệu (sau đổi tên là Huyện Lập Đệ Nhất Nữ Tử Sơ Cao Lưỡng Cấp Tiểu học Hiệu) cũng ở cửa nam huyện để học cao tiểu và tốt nghiệp cao tiểu năm 1926. Năm sau, Tiêu Hồng thi vào trường Khu Lập Đệ Nhất Nữ Tử Trung học Hiệu (thường gọi tắt là Đệ Nhất Nữ Trung, và nay gọi là Ha-nhĩ-tân Đệ Thất Trung học Hiệu) ở Đặc Biệt Khu ở đông Ha-nhĩ-tân.
Đệ Nhất Nữ Trung có tiếng là một trường trung học bảo thủ dành cho con gái những danh gia, thế gia, đúng là một trường lý tưởng cho phụ thân Tiêu Hồng gửi con học. Tuy nhiên, vì lúc đó Trung Quốc đang ở trong thời kỳ sôi động về tình hình chính trị và những cải cách văn hóa phát xuất từ cuộc Ngũ Tứ vận động (bắt đầu từ ngày 4.5.1919) có ảnh hưởng càng ngày càng lớn và sâu rộng tới mọi người trong nước,
Vì thế mới nhập học ít lâu, Tiêu Hồng, cũng như nhiều bạn học khác, đã bị những cuộc biểu tình của sinh viên học sinh hấp dẫn, lôi cuốn, mặc dù có sự ngăn chặn của bà hiệu trưởng. Nguyên nhân của các cuộc biểu tình này là việc quân lực Nhật Bản chiếm Mãn Châu, khi đó còn gọi là Đông Tam Tỉnh (ba tỉnh ở đông bắc Trung Quốc: Hắc Long Giang, Cát Lâm và Liêu Ninh).
Ở Đệ Nhất Nữ Trung các môn học Tiêu Hồng thích nhất là hội họa (do một thanh niên người tỉnh Cát Lâm từ Thượng Hải đến dạy) và lịch sử (do một sinh viên đại học từ Bắc Kinh đến dạy). Trong năm đầu Tiêu Hồng dồn hết cả thời giờ và tâm trí vào hội họa. Đáng tiếc là hiện nay không còn một bức họa nào của Tiêu Hồng lưu lại, tuy Tiêu Hồng đã có hai tác phẩm góp phần vào một cuộc triển lãm tại địa phương.
Bước sang năm thứ hai, Tiêu Hồng mới chuyên tâm vào văn học. Được như vậy là vì ông giáo sư dạy lịch sử (đã nói ở một đoạn trên) đã giới thiệu các học sinh một số tác phẩm thành công của dòng văn học mới. Tiêu Hồng bắt đầu đọc phụ trương văn học của Quốc tế Hiệp Báo, một tờ báo lớn của Cáp Nhĩ Tân, và bắt đầu thấy thích "tân văn học".
Giống các học sinh, sinh viên và thanh thiếu niên nam nữ đương thời, Tiêu Hồng rất thích đọc các tác phẩm của dòng văn học lãng mạn và say mê đọc các tác phẩm của các nhà văn hiện đại Trung Quốc như Lỗ Tấn, Từ Chí Ma, Mao Thuẫn, Băng Tâm... cũng như bản Hoa dịch các tác phẩm của nhà văn Mỹ Upton Sinclair và của các nhà văn Nga lúc đó rất phổ biến. Chính nhờ đọc những tác phẩm của các nhà văn này, Tiêu Hồng thích thú loại văn chương hướng về xã hội.
Do đó Tiêu Hồng thoát xác, từ một cô gái ít nói, cô đơn, lúc nào cũng trầm tư mặc tưởng, biến thành một thiếu nữ hăng hái hoạt động cho tự do, dân chủ, và sau này là một trong những nhà văn yêu nước chống Nhật Bản xâm lăng.
Trong dịp nghỉ học mùa đông năm 1929-1930 Tiêu Hồng về Hô Lan thăm nhà, sau đó quay trở lại trường đầu mùa xuân năm 1930. Sau khi tốt nghiệp sơ trung mùa hạ năm 1930, Tiêu Hồng về thăm nhà một lần nữa. Lần này Tiêu Hồng mới được biết là phụ thân đã thu xếp cho Tiêu Hồng kết hôn với con trai một tướng quân phiệt có thế lực lớn ở địa phương. Cũng vào dịp này ông nội của Tiêu Hồng từ trần.
Vì hai lý do này, cũng như vì quá đau khổ vì bị cha và mẹ kế hành hạ trăm đường, Tiêu Hồng quyết định thoát ly gia đình, quay trở lại Cáp Nhĩ Tân và cho đến chết không bao giờ về nhà nữa. Lúc đó Tiêu Hồng mới 20 tuổi.
Trở lại Cáp Nhĩ Tân, Tiêu Hồng tìm đến một nhà trí thức trẻ tuổi mà trước đó Tiêu Hồng đã gặp ở Cáp Nhĩ Tân. Có tài liệu chép người này họ Lý, nhưng không chép tên, và là giáo sư ở trường Đệ Nhất Nữ Trung mà Tiêu Hồng theo học. Có tài liệu chép ông là một sinh viên luật nhưng không chép họ tên. Lại có tài liệu chép rằng Tiêu Hồng quen biết người họ Lý khi chia chung phòng trong một khách sạn ở Cáp Nhĩ Tân. Tiêu Hồng sống với người này trong vài tháng, nhưng không biết nữ văn sĩ làm gì trong thời gian này.

### Bắc Kinh (1931 - 1934)
Năm 1931, Tiêu Hồng cùng họ Lý đáp xe lửa xuống Bắc Kinh (có tài liệu chép Tiêu Hồng đi trước, còn ông đi sau). Tại đây Tiêu Hồng tiếp tục theo học ở một trường trung học trực thuộc Bắc Kinh Nữ Sư Phạm Đại Học Hiệu.
Tuy nhiên, không bao lâu Tiêu Hồng bị người đàn ông này bỏ rơi. Có tài liệu chép rằng Tiêu Hồng đã bỏ ông vì cho rằng đã bị lừa sau khi được ông dẫn đến gặp vợ con.
Việc này xảy ra vào lúc có vụ Cửu Nhất Bát Sự Biến (còn gọi là Cửu Nhất Bát Chi Dịch). Ngày 18.9.1931 quân Nhật đánh chiếm huyện Trường Xuân (nay là thành phố) thuộc tỉnh Cát Lâm, sau đó tấn công thành phố Thẩm Dương thuộc tỉnh Liêu Ninh, mở đầu cho cuộc chiến tranh Hoa Nhật trong tương lai.
Tiêu Hồng một mình quay trở lại Cáp Nhĩ Tân, không một xu dính túi, mà lại đang có mang một đứa con với người đàn ông này. Tiêu Hồng đi tìm họ hàng, nhưng không được một ai chứa chấp, sau đi tìm các bạn học xin giúp đỡ. Mới đầu Tiêu Hồng ban ngày ngủ tại nhà các bạn học trong lúc họ đi học và ăn bất cứ thứ gì xin được, còn đêm đến thì ngủ ở bất cứ nơi nào có thể trú được trong cái lạnh nhiều khi nhiệt độ xuống tới -500 °F.
Chính trong lúc này Tiêu Hồng tình cờ gặp người em trai như đã nói ở một đoạn bên trên. Vì đói rét, vì bị bỏ rơi lại mang thai đứa con của người đàn ông lừa gạt, vì bị gia đình, họ hàng, bạn bè ruồng bỏ, Tiêu Hồng đâm ra hận đời và đã từng nói: "Tôi cảm thấy có một cái hố lớn ngăn cách tôi với nhân loại."
Sau Tiêu Hồng tìm thuê được một khách sạn chuyên chứa những kẻ du đãng và gái đĩ do một người Bạch vệ Nga làm chủ.
Lúc này đây Tiêu Hồng chẳng những là không có tiền để trả tiền phòng, tiền ăn uống, mà lại bắt đầu nghiện thuốc phiện do tên chủ khách sạn Bạch Nga dụ dỗ và cung cấp cho, nên tình trạng sức khỏe suy sụp. Vì không có tiền trả tên chủ Bạch Nga nên Tiêu Hồng bị giam lỏng.
Trong lúc tuyệt vọng và sắp đến ngày lâm bồn, Tiêu Hồng viết một bức thư cầu cứu gửi cho Bùi Hương Viên, chủ biên phụ san văn học Quốc tế Công Viên của tờ Quốc tế Hiệp Báo.
Tháng 6 năm 1932, khi nhận được thư của Tiêu Hồng, Bùi Hương Viên đã đến ngay khách sạn gặp Tiêu Hồng. Ông hết sức kinh hãi khi thấy một thiếu nữ đang mang thai sắp đến ngày sinh, đầu bù tóc rối, lại nghiện ngập và còn nợ viên chủ khách sạn một số tiền rất lớn là 400 viên (tiền Trung Quốc lúc đó). Trong mấy tháng liền ông cố điều đình với tên chủ khách sạn để giảm bớt số nợ nhưng không được.
May lúc đó vì từ cuối xuân tuyết bắt đầu tan và mưa nhiều nên nước sông Tùng Hoa (sông chảy qua Cáp Nhĩ Tân) dâng lên rất cao, đe dọa phá vỡ đê và tràn ngập thành phố. Khách sạn nơi Tiêu Hồng đang trú ngụ lại ở cách sông Tùng Hoa có ngót 30 thước nên đe dọa càng lớn hơn. Trong lúc cả thành phố náo loạn, Bùi Hương Viên đã vừa đe dọa vừa năn nỉ mãi tên chủ khách sạn mới bằng lòng nhận 200 viên và thả Tiêu Hồng.
Xin mở một dấu ngoặc ở đây. Có thuyết cho là lợi dụng lúc thành phố Cáp Nhĩ Tân nhốn nháo vì nạn lụt đe dọa, Tiêu Quân đã lén lút đưa Tiêu Hồng ra khỏi khách sạn.
Tiêu Hồng được Bùi Hương Viên đưa về nhà và được giới thiệu với vợ ông là Hoàng Thục Anh. Việc đầu tiên là ông bắt Tiêu Hồng phải cai thuốc phiện ngay.
Ở nhà Bùi Hương Viên, Tiêu Hồng đã gặp một nhà báo trẻ tuổi đang làm việc cho tờ Quốc tế Hiệp Báo là Tiêu Quân (1907-1988), tên thật là Lưu Hồng Lâm, người huyện Nghĩa thuộc tỉnh Phụng Thiên (nay là tỉnh Liêu Ninh). Tiêu Quân là người mê uống rượu, thích cãi nhau, đôi khi còn cả đánh lộn, và luôn luôn bám theo đàn bà. Tiêu Quân đã đến sống chung với Tiêu Hồng từ đó.
Tháng 7/1932, Tiêu Hồng sinh một đứa con gái và đem cho đi ngay (có tài liệu viết là Tiêu Quân đã nhận nuôi đứa bé). Sau đó, Tiêu Hồng lại về nhà Bùi Hương Viên, nhưng hai tháng sau Tiêu Hồng và Tiêu Quân bắt buộc phải dọn ra khỏi nhà này vì Tiêu Quân trong một lúc nổi nóng đã đập phá lung tung trong nhà Bùi Hương Viên.
Từ đó hai người sống lang thang vì sự nóng tính của Tiêu Quân hai người không được ai chứa chấp cả. Cũng vì sự nóng tính này mà cuộc sống chung của hai người hoàn toàn đổ vỡ 6 năm sau.
Khi còn sống ở nhà Bùi Hương Viên, Tiêu Hồng bắt đầu sự nghiệp viết văn. Các bài của nhà văn nữ này, với bút hiệu Thiểu Ngâm, được gửi đăng trên các báo địa phương, như Quốc tế Hiệp Báo, Đại Đồng Báo, v.v. Sau đó, Tiêu Hồng cho xuất bản tập truyện ngắn và tản văn Bạt Thiệp gồm 5 truyện ngắn của Tiêu Hồng (ký tên Thiểu Ngâm) và 6 truyện của Tiêu Quân (ký tên Tam Lang). Sách do Ngũ Nhật Họa Báo Ấn loát xã xuất bản tháng 10/1933.
Tiêu Hồng bắt đầu nổi tiếng ngay. Tuy nhiên sách không đem lại chút gì cho hai người, vì sách vừa mới được phát hành đã bị nhà cầm quyền Nhật Bản cấm phổ biến, khiến cho hai người phải đốt gần hết những cuốn đã in.
Lúc này tình hình chính trị ở Liêu Ninh ngày một khẩn trương và khó sống. Sáu tháng sau khi đánh chiếm Trường Xuân và Thẩm Dương (đã nói ở một đoạn bên trên), tháng 3/1932 quân đội Nhật Bản thôn tính được Đông Tam Tỉnh, cải thành Mãn Châu Quốc, và đặt một chính phủ bù nhìn đứng đầu là Phổ Nghi, vị hoàng đế cuối cùng của nhà Thanh (1644-1911). Cáp Nhĩ Tân, nơi Tiêu Hồng đang sống và viết văn, thuộc Mãn Châu Quốc.
Mặc dù Tiêu Hồng bắt đầu có một địa vị tương đối an định, Tiêu Hồng và Tiêu Quân lúc nào cũng túng quẫn, luôn luôn bị đói rét. Các tác phẩm của Tiêu Hồng được trả giá 10 xu 100 chữ. Lại nữa, vì cuộc sống với Tiêu Quân rất bấp bênh và sức khỏe vẫn kém nên Tiêu Hồng buồn nhiều hơn là vui và dần dần đi đến chỗ tuyệt vọng. Cuộc sống này đã được Tiêu Hồng kể lại trong truyện Thương Thị Nhai.
Tuy vậy, Tiêu Hồng cùng một người bạn tên là Kim Kiếm Khiếu đã mở một cuộc triển lãm hội họa lấy tên là "Duy Nạp Tư Trợ Chẩn Họa Triển" để lấy tiền cứu tế nạn nhân thủy tai ở Cáp Nhĩ Tân. Tiêu Hồng ngoài việc tổ chức cuộc triển lãm ra còn đóng góp hai bức tranh họa phấn. Sau khi cuộc triển lãm kết thúc, Tiêu Hồng, Tiêu Quân và một số bạn đã thành lập "Duy Nạp Tư Họa Hội" và một kịch xã tên là Tinh Tinh Kịch Đoàn và xuất bản một tờ tạp chí. Hoạt động này mới đầu đầy hứa hẹn, nhưng không bao lâu phải ngừng cũng vì tình hình chính trị.
Mặc dù hàng trăm hàng ngàn người, nhất là thanh niên, đã chạy nạn khỏi Cáp Nhĩ Tân và nhiều người đã gia nhập những tổ chức kháng chiến, kịch xã vẫn chuẩn bị một vở kịch để trình diễn, với Tiêu Quân đóng một vai. Tuy kịch đoàn được nhà cầm quyền Nhật Bản cho phép trình diễn, nhưng với điều kiện là phải diễn vào ngày chào mừng việc thành lập Mãn Châu Quốc. Lẽ dĩ nhiên kịch đoàn đã bác điều kiện này. Trước sự đe doạ của người Nhật Bản, các đoàn viên phải tìm đường tẩu thoát.

### Thanh Đảo (1934)
Cuối tháng 5/1934, Tiêu Hồng và Tiêu Quân đáp xe lửa đi Đại-liên (một vịnh ở đông nam bán đảo Liêu Đông thuộc tỉnh Liêu Ninh ngày nay), ở lại đó vài ngày, rồi ngồi tàu thủy Dairen Maru của Nhật Bản đi Thanh Đảo thuộc tỉnh Sơn Đông. Họ tới nơi vào đầu tháng 6. Từ đó cho đến khi chết, Tiêu Hồng không hề quay trở lại Cáp Nhĩ Tân nữa.
Khi vừa tới Thanh Đảo, hai người được viên chủ biên tờ Thanh Đảo Thần Báo tiếp đón và giới thiệu với những người trong ban biên tập. Tiêu Quân biên tập cho phụ trương văn học của tờ báo. Hai người thuê được một căn phòng trên đỉnh một ngọn đồi trông ra biển.
Trong khi Tiêu Quân làm việc ở tòa báo thì Tiêu Hồng ở nhà viết văn, sáng tác được một số truyện ngắn và bắt đầu viết một truyện dài. Truyện ngắn Tiến Thành được đăng trong Thanh Đảo Thần Báo.
Tuy Tiêu Quân đã có công ăn việc làm, nhưng hai người vẫn còn túng quẫn nhiều, nên khi trời vào thu ở Thanh Đảo tiết trời bắt đầu trở lạnh, Tiêu Quân đi làm mặc nhiều quần áo mà không đủ ấm, còn Tiêu Hồng ở nhà cũng phải tìm đủ mọi cách giữ cho người ấm mà không được nên bắt đầu bị ho nặng.
Thêm vào đó, cuộc tình của hai người bắt đầu nứt rạn. Tiêu Hồng thèm khát được yêu và được chú ý, điều Tiêu Hồng thiếu thốn khi còn thơ ấu ở nhà với cha mẹ. Trong khi đó, Tiêu Quân lại là con người vô tình, thờ ơ, lãnh đạm và nhất là độc đoán, lúc nào cũng có thái độ trịch thượng, hống hách chẳng những là đối với Tiêu Hồng mà còn cả với hầu hết các bạn bè của hai người nữa. Tuy nhiên, Tiêu Hồng vẫn chịu đựng và chu đáo hầu hạ Tiêu Quân, vì cần có người để nương tựa.
Không lâu sau khi đến Thanh Đảo làm việc cho Thanh Đảo Thần Báo, Tiêu Quân nhận thấy là báo bắt đầu suy sụp vì bán không chạy. Đến tháng 10/1934, Tiêu Quân biết tình trạng báo đến hồi không thể cứu vãn được nên đã viết thư cho Lỗ Tấn, một nhà văn rất nổi tiếng đương thời, ở Thượng Hải, xin được gửi bản thảo mấy tác phẩm của hai người và được Lỗ Tấn hồi đáp ngay. Tiêu Hồng bèn gửi bản thảo quyển tiểu thuyết Sinh Tử Trường mới viết xong tháng trước cùng với quyển Bạt Thiệp được in khi còn ở Cáp Nhĩ Tân.

### Thượng Hải (1934 - 1937)
Sau đó, ngày 1.11.1934, hai người lại đáp tàu thủy Kyodo Maru của Nhật Bản đi Thượng Hải, trung tâm thương mại, văn hóa và chính trị quan trọng bậc nhất lúc bấy giờ. Tại đây họ thuê một căn phòng nhỏ ở bên ven khu tô giới Pháp.
Tuy hai người bỏ rất nhiều thời giờ vào việc viết văn, nhưng dù họ đã gửi nhiều tác phẩm tới các tờ báo ở Thượng Hải nhưng chẳng những không được đăng mà còn chẳng nhận được một chữ nào của các nhà báo. Họ chỉ còn đặt hy vọng vào Lỗ Tấn. Trong tháng đầu tiên ở Thượng Hải, họ viết cho Lỗ Tấn tới 6 bức thư, hỏi han ý kiến về nhiều vấn đề liên quan tới đời sống cá nhân của Lỗ Tấn, các vấn đề cả 3 người quan tâm. Họ xin Lỗ Tấn chỉ dẫn họ đường lối sáng tác tốt nhất, và còn hỏi vay cả tiền nữa (20 viên), v.v. Thư nào cũng được Lỗ-Tấn đáp lại và chỉ dẫn kỹ càng. Chỉ có một việc Lỗ Tấn không làm được là giúp hai người kiếm việc làm.
Ngày 27 tháng 11, Lỗ Tấn mời hai người gặp ông ăn trưa vào ngày 30 tại Nội Sơn Thư Điếm ở gần nhà Lỗ-Tấn và yêu cầu Tiêu Quân mang theo bản thảo quyển truyện Bát Nguyệt Đích Hương Thôn mà Tiêu Quân mới viết xong. Trong lần gặp gỡ này Lỗ Tấn đã trao cho họ 20 viên như họ hỏi vay. Lần thứ nhì, Lỗ Tấn mời họ tới ăn cơm tối ngày 19 tháng 12. Trong bữa ăn này Tiêu Hồng đã gặp vài người sau này là bạn thân của nữ văn sĩ.
Từ đó, hai người làm quen với nhóm các nhà văn quanh Lỗ Tấn và cả với vợ của Lỗ Tấn là Hứa Quảng Bình và con trai của Lỗ Tấn là Lỗ Hải Anh. Vài tháng sau, Tiêu Hồng và Tiêu Quân dọn đến ở gần nhà Lỗ Tấn hơn và hầu như là ngày nào cũng tới thăm ông.
Quan hệ giữa Lỗ Tấn và Tiêu Hồng càng ngày càng trở nên mật thiết. Lỗ Tấn chẳng những là đã khuyến khích và nâng đỡ Tiêu Hồng cả về vật chất lẫn tinh thần, mà lại còn giới thiệu các tác phẩm của Tiêu Hồng với các nhà báo, mà các chủ báo hầu hết là bạn thân của ông. Lỗ Tấn còn bỏ tiền ra cho nhà Vinh Quang xuất bản tác phẩm Sinh Tử Trường của Tiêu Hồng và tác phẩm Bát Nguyệt Đích Hương Thôn của Tiêu Quân.
Ngày 20.12.1934 Tiêu Hồng nhận được thư của nhà xuất bản Vinh Quang cho biết muốn xuất bản truyện Sinh Tử Trường của Tiêu Hồng. Tuy nhiên, khi Lỗ Tấn gửi bản thảo truyện đến Ủy ban Kiểm duyệt xin phép, sách đã bị giữ lại 6 tháng rồi sau đó Ủy ban mới báo tin bác không cho phép xuất bản. Phải tới tận tháng 12/1935 sách mới được xuất bản. Lỗ-Tấn viết lời Tựa. Lần đầu tiên nữ văn sĩ dùng bút hiệu Tiêu Hồng.
Sau đó lại xảy ra việc sách vừa phát hành thì lại bị Quốc dân Chính phủ cấm chỉ lưu hành, nhưng cũng nhờ vậy mà sách được nhiều người tìm đọc. Tên Tiêu Hồng luôn luôn được mọi người nói tới.
Lỗ Tấn đã dự đoán một tương lai xán lạn cho Tiêu Hồng. Đầu năm 1935, ông đã nói Tiêu Hồng là "nhà văn nữ đầy hứa hẹn nhất, chứng tỏ có nhiều khả năng vượt Đinh Linh, giống như Đinh Linh đã vượt Băng Tâm." Được Lỗ Tấn tận tình khuyến khích và giúp đỡ, nên trong hai năm 1935-1936 Tiêu Hồng hăng hái viết. Truyện ngắn Tiểu Lục, với bút hiệu Thiểu Ngâm, được báo Thái Bạch đăng trong số ra ngày 5.3.1935.
Sau đó Tiêu Hồng đã gửi một số truyện ngắn, tản văn, thơ tới các báo như Thái Bạch, Trung học Sinh, Văn Học, Tác Gia, Văn Tùng, Văn Học Nguyệt San, Trung Lưu, v.v. Một số sau này được in thành ba tập Thương Thị Nhai (th. 8/1936), Kiều (th. 11/1936) và Ngưu Xa Thượng (th. 5/1937).
Tháng 7/1936, Tiêu Hồng một mình đi Nhật Bản dưỡng bệnh cho tới tháng 1/1937 mới về Thượng Hải. Tuy xa nước, Tiêu Hồng vẫn tiếp tục viết và gửi các truyện Gia Tộc Dĩ Ngoại Đích Nhân, Cô Độc Đích Sinh Hoạt, Hồng Đích Quả Viên, Vương Tứ Đích Cố Sự, v.v., tới các báo đăng.
Từ Nhật-bản về được 3 tháng, Tiêu Hồng lại đi Bắc Kinh ở một tháng. Tháng 7/1937, Tiêu Hồng tham gia công tác biên tập tài liệu Lỗ Tấn Tiên Sinh Kỷ Niệm Tập để kỷ niệm Lỗ Tấn đã qua đời ngày 19.10.1936 ở Thượng Hải.
Trong khi đó thì chiến tranh Hoa-Nhật bùng nổ ngày 7.7.1937. Ít lâu sau Thượng Hải thất thủ.

### Thiểm Tây (1937 - 1940)
Mặc dù cuộc sống chung giữa Tiêu Hồng và Tiêu Quân đã đi đến giai đoạn hầu như đổ vỡ không cách hàn gắn được, tháng 9/1937 (có tài liệu chép là tháng 8) hai người vẫn cùng nhau chạy đến Vũ Hán thuộc tỉnh Hồ Bắc, lúc đó còn nằm trong vòng kiểm soát của Quốc Dân Chính phủ. Tại đây, Tiêu Hồng lần đầu tiên gặp Đoan Mộc Hống Lương, một nhà văn tả phái. Tuy nhiên, Tiêu Hồng không ở lại Vũ Hán lâu. Tháng 10, Tiêu Hồng cùng Tiêu Quân đến Vũ Xương cùng tỉnh. Tại đây Tiêu Hồng cho xuất bản tác phẩm Ngưu Xa Thượng.
Tháng 1/1938, đáp lời ước hẹn với Lý Công Phác, Tiêu Hồng cùng Tiêu Quân, Điền Nhàn (còn đọc là Điền Gian, Điền Gián), Tái Khắc, Đoan Mộc Hống Lương, Niếp Cám Nỗ rời Vũ Xương đi Lâm Phần thuộc tỉnh Sơn Tây để dạy học ở Dân tộc Cách Mệnh Đại Học Hiệu. Có tài liệu lại nói Tiêu Hồng và Tiêu Quân đi Tây An thuộc tỉnh Thiểm Tây (sách World Authors viết lầm là tỉnh Sơn Tây, tr. 809). Cũng tại đây Tiêu Hồng cuối cùng đã rời bỏ Tiêu Quân (có tài liệu nói việc này xảy ra trong tháng 2, có tài liệu nói là tháng 4, còn sách World Authors trong khi kể việc Tiêu Hồng đi Hương Cảng đã thêm câu "đã đoạn tuyệt với Tiêu Quân", tr. 809). Sau đó, Tiêu-Hồng về sống chung với Đoan Mộc Hống Lương.
Từ Lâm Phần (sách World Authors chép là từ Tây An, tr. 809) Tiêu-Hồng cùng Đoan Mộc Hống Lương trở lại Vũ Hán tháng 4/1938 cho đến tháng 9 thì Tiêu Hồng cùng một người bạn là Lý Thanh Vận đáp thuyền rời Vũ Hán đi Thiểm Tây.
Tại những nơi Tiêu Hồng trú ngụ sau khi rời Cáp Nhĩ Tân năm 1931, Tiêu Hồng đã tham gia các hoạt động của giới văn nghệ tả phái và còn cộng tác với Ho ?hong, một nhà văn tả phái, xuất bản tạp chí Thất Nguyệt.
Mùa xuân năm 1939, Tiêu Hồng đến núi Ca Lạc ở Thiểm Tây hưu dưỡng ít lâu rồi sang mùa hạ thì tới cư ngụ ở trong phòng của Văn Trích xã thuộc Phục Đán Đại Học ở bên bờ sông Gia Lăng cùng tỉnh và đến mùa đông thì dọn đến ở trấn Hoàng Dũng Thụ. Trong thời gian này Tiêu Hồng viết xong các tác phẩm Khoáng Dã Đích Hô Hảm, Liên Hoa Trì, Sơn Hạ, Đào Nạn, Mông Lung Đích Kỳ Đãi, Hồi Ức Lỗ Tấn Tiên Sinh, Hô Lan Hà Truyện, v.v.
Theo tài liệu World Authors 1975-1980, do Vineta Colby biên tập (1988), sau Thiểm-tây, Tiêu Hồng đã tói cư ngụ ở thành phố Trùng Khánh thuộc tỉnh Tứ Xuyên và tại đây nữ văn sĩ đã cho xuất bản tập Hồi Ức Lỗ Tấn Tiên Sinh và các truyện ngắn về cuộc chiến tranh chống Nhật Bản xâm lăng mà sau này được in thành tập truyện Khoáng Dã Đích Hô Hảm (tr. 809), còn tập Hô Lan Hà Truyện thì Tiêu Hồng viết khi ở Hương Cảng năm 1940 (tr. 810).
Mặt khác, sách Tiêu Hồng Truyện của Đinh Ngôn Chiêu không hề nói tới việc Tiêu Hồng sống ở Trùng Khánh, còn Hô Lan Hà Truyện được viết xong năm 1939 khi Tiêu Hồng sống ở Thiểm Tây.

### Hương Cảng (1940 - 1942)
Tháng 1/1940 Tiêu Hồng cùng Đoan Mộc Hống Lương đến Hương Cảng. Tuy nhiên, trong lúc đau ốm ở đây thì Tiêu Hồng đã bị Đoan Mộc Hống Lương bỏ rơi.
Ở Hương Cảng, mặc dù bệnh tật, Tiêu Hồng vẫn tiếp tục viết.
Để tưởng niệm Lỗ Tấn, ân nhân đã coi nữ văn sĩ như con nuôi và đồng thời cũng là người hướng dẫn về sự nghiệp văn học, Tiêu Hồng đã sáng tác một vở á kịch (kịch câm) mang nhan đề là Dân tộc Hồn. Vở kịch này đã được hoan nghênh nhiệt liệt. Ngoài ra, nữ văn sĩ còn viết tập tiểu thuyết Mã Bá Lạc (xuất bản năm 1941).
Đồng thời, cũng trong năm 1940, Tiêu Hồng đã cho xuất bản ba tập Khoáng Dã Đích Hô Hảm, Hồi Ức Lỗ Tấn Tiên Sinh và Tiêu Hồng Tản Văn Tập.
Mùa xuân năm 1941, ở Hương Cảng, Tiêu Hồng ngẫu nhiên gặp nữ văn sĩ Hoa Kỳ Agnes Smedley đang trên đường về nước. Vì thấy bệnh tình của Tiêu Hồng ngày một trầm trọng, Smedley khuyên Tiêu Hồng nên vào Mã Lệ Y Viện (Queen Maryos Hospital) và còn điều đình giảm y phí cho. Tiêu Hồng nhờ Smedley chuyển tặng cho một nhà văn Hoa Kỳ khác là Upton Sinclair, mà Tiêu Hồng rất hâm mộ khi còn học ở Đệ Nhất Nữ Trung, một bản tác phẩm đầu tay Sinh Tử Trường. Sinclair đã viết thư cám ơn, lời lẽ nồng nhiệt, và còn gửi tặng tác phẩm Co-Op của ông (xuất bản năm 1936).
Tuy nằm trên giường bệnh, Tiêu Hồng còn viết xong tác phẩm Tiểu Thành Tam Nguyệt và vẽ xong một bức tranh cho báo Thời Đại Văn Học.
Ngày 8.12.1941, chiến tranh Thái-bình-dương bùng nổ, mở đầu bằng việc không quân Nhật Bản oanh tạc Trân Châu Cảng (Pearl Harbor) ở Hawaii. Tiếp theo, quân đội Nhật Bản công hãm Hương Cảng. Đúng lúc đó bệnh phổi của Tiêu Hồng trở nên nặng, nên nữ văn sĩ không thể chạy nạn được, phải trú ở Mã Lệ Y Viện.
Hoàng hôn ngày 13 tháng 1 năm 1942, Tiêu Hồng vào Bào Mã Địa Dưỡng Hòa Y Viện, nhưng bị một y sinh không có trách nhiệm tên là Lý Thụ Bồi cẩu thả cho là Tiêu Hồng có bướu ở cuống họng nên đã cắt đứt hầu quản, khiến Tiêu Hồng bị đau đớn vô vàn. Ngày 18, xe cứu thương của Dưỡng Hòa Y Viện chuyển Tiêu Hồng vào Mã Lệ Y Viện. Hôm sau, vì không còn nói được nữa, Tiêu Hồng viết trên giấy rằng: "Ngã tương dữ lam thiên bích thủy vĩnh xứ, lưu đắc na bán bộ Hồng Lâu cấp biệt nhân tả liễu" (Tôi sẽ vĩnh biệt trời xanh nước biếc, để lại nửa bộ Hồng Lâu đã viết xong cho người khác), và còn viết thêm rằng: "Bán sinh chỉn tao bạch nhãn lãnh ngộ... thân tiên tử, bất cam, bất cam" (nửa đời đã gặp bao gian khổ... thân chết trước, không cam, không cam). Rồi đến chiều ngày 22 thì qua đời, hưởng dương 31 tuổi.
Ngày 24 di thể của Tiêu Hồng được hỏa thiêu ở hỏa táng trường tại Bào Mã Địa và hôm sau tro cốt được an tàng ở nghĩa địa tại Đạm Thủy Loan thuộc Hương Cảng, gần Lệ Đô Hoa Viên bên bờ biển. Hơn 15 năm sau, ngày 15.8.1957, phân hội Quảng Châu thuộc Trung Quốc Tác Gia Hiệp hội đã đem di cốt của Tiêu Hồng chuyển sang táng ở Ngân Hà Quảng Châu Cách Mệnh Công Mộ, trong khu đông thành phố Quảng Châu thuộc tỉnh Quảng Đông.

## Ảnh hưởng
Vào những tháng cuối cùng của cuộc đời, Tiêu Hồng còn viết bài đăng báo khuyến khích mọi người tiếp tục công cuộc kháng chiến chống Nhật Bản xâm lăng cho đến cùng. Khi vừa mất, nữ văn sĩ còn mang nhiều dự thảo sáng tác trong đầu và trên bàn còn có một số bản thảo sau này được in thành sách.
Từ năm 1945, ba năm sau khi Tiêu Hồng từ trần, một số người đã bắt đầu viết về nữ văn sĩ, nhưng phần lớn chỉ thuật lại những kỷ niệm, hồi ức hay sự việc có liên quan đến cuộc đời của nữ văn sĩ. Ngưới ta chỉ thực sự nghiên cứu về Tiêu Hồng và tác phẩm, ở Đài Loan từ năm 1955 ở Đài Loan, ở Nhật Bản từ năm 1962, và ở Hoa Kỳ từ năm 1976. Riêng ở Hoa lục, mãi thập niên 1980 trở đi mới nghiên cứu nhiều về nữ văn sĩ cũng như là tái bản những tác phẩm của Tiêu Hồng. Sỡ dĩ có sự muộn màng như vây một phần vì chủ trương nữ quyền của nữ văn sĩ và một phần vì tác giả thí nghiệm thể văn tự sự, không phù hợp với giáo điều hiện thực chủ nghĩa của các nhà đương cục.
Ngày nay người ta đặc biệt chú ý nhiều đến những nạn nhân phụ nữ bị những người đàn ông trong đời họ cũng như xã hội bức bách, hành hạ, được đề cập tới hay diễn tả trong các trứ tác của Tiêu Hồng và bà ngày nay được coi là một người đã tranh đấu cho nữ quyền Trung Hoa. Điều này không có gì lạ vì chính bản thân nữ văn sĩ đã là nạn nhân của những người đàn ông hách dịch, kiêu ngạo, đối xử tàn tệ và của một hệ thống xã hội trong đó đàn bà bị đàn ông coi chỉ là những món đồ chơi, những tên đầy tớ (mà lại là đầy tớ không công), chứ không được coi là những người đồng đẳng, những người bạn đường của mình.

### Trứ tác
- Bạt thiệp (跋涉), 1933. Viết chung với Tiêu Quân.
- Sinh tử trường (生死場), 1935.
- Hồi ức Lỗ Tấn tiên sinh (回憶魯迅先生), 1940.
- Mã Bá Lạc (馬伯樂), 1940.
- Hô Lan hà truyện (呼蘭河傳), 1942.

### Bản dịch Anh ngữ
- The Field of Life and Death & Tales of Hulan River, Indiana University Press, 1979. ISBN 0-253-15821-4.
- Anthology of Modern Chinese Stories and Novels, with Xiao Hong's short stories "Hands" and "Family Outsider", 1980.
- The Field of Life and Death & Tales of Hulan River. Translator Howard Goldblatt. Boston: Cheng & Tsui Company. 2002. ISBN 978-0-88727-392-6.{{Chú thích sách}}:  Quản lý CS1: khác (liên kết)
- The Dyer's Daughter: Selected Stories of Xiao Hong. Translator Howard Goldblatt. Hong Kong: Chinese University Press. tháng 6 năm 2005. ISBN 978-962-996-014-8.{{Chú thích sách}}:  Quản lý CS1: khác (liên kết)

### Bản dịch Pháp ngữ
- 1933: Bashe (L'Acheminement), nouvelles et essais, avec Xiao Jun
- Sheng si chang (Terre de vie et de mort), roman
- 1936: Niucheshang (Sur la charette), nouvelles
- 1936: Qiao (Le Pont), nouvelles
- 1937: Shangshijie (La Rue commerciale)
- Huiyi Luxun Xiangshen (Souvenirs de M. Lu Xun)
- Xiaohong sanwen (Prose de Xiao Hong)
- Ma Bole
- 1942: Hulanhe zhuan (Contes de la rivière Hulan)

### Nghệ thuật hóa
- Tiêu Hồng (蕭紅), phim truyền hình, 2013.
- Hoàng kim thời đại[11][12] (黄金时代), phim điện ảnh, 2014.

## Gia thất
- Ông nội : Trương Duy Nhạc
- Cha : Trương Đình Cử[13]
- Mẹ sinh : Khương Ngọc Lan
- Mẹ kế : Lương Á Lan
- Chồng : Đoan Mộc Hống Lương
- Bạn tình : Uông Ân Giáp (được một con gái, đem cho người khác sau khi sinh), Tiêu Quân (được một con trai, mất sau khi sinh)